# Девиз
Девиз (фр. Devise) насеље је и општина у североисточној Француској у региону Пикардија, у департману Сома која припада префектури Перон.
По подацима из 2011. године у општини је живело 51 становника, а густина насељености је износила 18,55 становника/km². Општина се простире на површини од 2,75 km². Налази се на средњој надморској висини од 63 метара (максималној 92 m, а минималној 54 m).

## Демографија
| 1962. | 1968. | 1975. | 1982. | 1990. | 1999. | 2011. |
| ----- | ----- | ----- | ----- | ----- | ----- | ----- |
| 89    | 91    | 64    | 60    | 69    | 76    | 51    |

График промене броја становника у току последњих година